# Rększowice
Rększowice – wieś sołecka o charakterze ulicówki w gminie Konopiska w powiecie częstochowskim w województwie śląskim. 
Do 1952 roku istniała gmina Rększowice. W latach 1975–1998 miejscowość położona była w województwie częstochowskim.

## Historia
Historia Rększowic sięga roku 1369, kiedy to król Kazimierz III Wielki nadał wsi sołectwo. W 1564 roku istniała tu kuźnica i mieszkało 10 kmieci, sołtys i młynarz, a we wsi były dwa stawy rybne. W 1789 roku wieś zamieszkiwało już 23 kmieci, włodarz, dwóch leśnych i wójt Krzanowski. 
W Królestwie Polskim wieś Rękoszewice wchodziła w skład dóbr rządowych ekonomii Poczesna, jednej z pięciu w regionie częstochowskim. W 1854 roku miała powierzchnię 1760 mórg.
W 1888 roku w miejscowości było 45 domów, 300 mieszkańców i folwark z jednym domem i jedenastoma mieszkańcami. W miejscu gdzie kończy się obóz harcerski, na polach znajduje się niewielkie wzniesienie, na którym znajdował się szpital oraz kościół pod wezwaniem św. Jana dla chorych na zarazę. Po wygaśnięciu epidemii w roku 1786, kościół rozebrano a miejsce popadło w zapomnienie. 
Pająk zaś był klasztorną osadą młyńską z jednym domem i siedmioma mieszkańcami.

## Instytucje
Na terenie Rększowic znajduje się: kościół i parafia pw. Najświętszego Serca Pana Jezusa, Zespół Szkół (Szkoła Podstawowa im. T. Kościuszki i Przedszkole), stacja benzynowa, tartak, straż pożarna oraz sala przyjęć okolicznościowych, która znajduje się na piętrze w budynku straży.